# Італійський національний синдикат кіножурналістів
Італійський національний синдикат кіножурналістів (італ. Sindacato Nazionale Giornalisti Cinematografici Italiani; SNGCI) — професійне об'єднання, що представляє інтереси італійських журналістів, які пишуть про кінематограф.
Організація була заснована 17 березня 1946 року. Одним із статутних обов'язків SNGCI є представлення професійних інтересів своїх членів та заохочення свободи преси, зокрема, незалежності кінокритики.
SNGCI є членом Національної федерації італійської преси. З 1999 року як національна секція входить до складу Міжнародної федерації кінопреси (ФІПРЕССІ) та делегує своїх членів до складу журі ФІПРЕССІ на міжнародних кінофестивалях.
Італійський національний синдикат кінокритиків оцінює досягнення італійської та міжнародної кіноіндустрії, відзначаючи найкращих спеціальними преміями. Найстаріша і найважливіша з цих нагород — премія Срібна стрічка (італ. Nastro d'Argento), яку присуджують з 1946 року в різних категоріях.

## Нагороди синдикату
- Срібна стрічка (Nastro d'Argento)
- Премія Франческо Пазінетті (Premio Francesco Pasinetti). Заснована у 1958 році і названа на честь режисера, сценариста та кінокритика, який був також директором експериментального кіноцентру. Присуджують премію журналісти, члени SNGCI, акредитовані на кінофестивалі у Венеції за найкращий фільм та найкращим кінематографістам, яких обирають в усіх секціях кінофоруму[1].
- Премія Гільєльмо Бірагі (Premio Guglielmo Biraghi). Заснована у 2001 році на честь критика Гульєльмо Бірагі. Присуджують молодим талановитим кінематографістам на Венеційському кінофестивалі[2].
- Премія П'єтро Б'янкі (Premio Pietro Bianchi). Названа на честь журналіста і критика П'єтро Б'янкі; з 1977 присуджують італійським кінематографістам за видатні досягнення в кіно[3].